# هیرز-مالسباخ
هیرز-مالسباخ (به آلمانی: Hirz-Maulsbach) یک شهر در آلمان است که در راینلاند-فالتس واقع شده‌است.

## خصوصیات
هیرز-مالسباخ ۳۳۲ نفر جمعیت دارد.